# Нейтральність грошей
Нейтральність грошей (англ. Neutrality of money)— це ідея про те, що зміна грошової маси впливає лише на номінальні змінні в економіці, такі як ціни, заробітна плата та обмінні курси, не впливаючи на реальні змінні, як-от зайнятість, реальний ВВП і реальне споживання.  Нейтральність грошей є важливою ідеєю в класичній економіці й пов'язана з класичною дихотомією . Це означає, що центральний банк не впливає на реальну економіку (наприклад, кількість робочих місць, розмір реального ВВП, обсяг реальних інвестицій), створюючи гроші. Натомість будь-яке збільшення пропозиції грошей буде компенсовано пропорційним зростанням цін і заробітної плати. Це припущення лежить в основі деяких основних макроекономічних моделей (наприклад, моделей реального бізнес-циклу ). Інші економічні школи, такі як монетаризм, вважають гроші нейтральними лише в довгостроковій перспективі.
Коли нейтральність грошей збігається з нульовим зростанням чисельності населення, кажуть, що економіка перебуває в стаціонарному стані рівноваги.  :41–43
Супернейтральність грошей є ще більш крайньою концепцією, ніж нейтральність грошей. Вона стверджує, що на реальну економіку не тільки не впливає рівень грошової маси, а й те, що швидкість зростання грошової маси не впливає на реальні змінні. У цьому випадку номінальна заробітна плата та ціни залишаються пропорційними номінальній грошовій масі не тільки у відповідь на одноразові постійні зміни номінальної грошової маси, але й у відповідь на постійні зміни темпів зростання номінальної грошової маси. Зазвичай супернейтральність розглядається в контексті довгострокових моделей. 

## Історія концепції
За словами Дона Патінкіна, концепція монетарного нейтралітету сягає корінням у часи Девіда Юма. Сам термін був вперше використаний континентальними економістами на рубежі 20-го століття, й він вибухнув як особлива тема в англомовній економічній літературі після того, як Фрідріх Хайєк представив термін  і концепцію в його знаменитих лекціях LSE 1931 року. опубліковано як «Ціни та виробництво».  Кейнс відкидав нейтральність грошей як у короткостроковій, так і в довгостроковій перспективі. 

## Прибічники та опоненти
Багато економістів стверджують, що нейтральність грошей є хорошим наближенням до того, як економіка поводиться протягом тривалих періодів часу, але в короткостроковій перспективі застосовна теорія монетарної нерівноваги, тобто номінальна грошова маса впливає на випуск. Одним з аргументів є те, що ціни та особливо заробітна плата є стабільними (через вартість меню тощо) і не можуть бути негайно скориговані до неочікуваної зміни пропозиції грошей. Альтернативне пояснення реальних економічних наслідків зміни пропозиції грошей полягає не в тому, що люди не можуть змінити ціни, а в тому, що вони не усвідомлюють, що це в їхніх інтересах. Підхід обмеженої раціональності припускає, що невеликі скорочення грошової маси не враховуються, коли люди продають свої будинки або шукають роботу, і тому вони витрачатимуть більше часу на пошук завершеного контракту, ніж без грошового скорочення. Крім того, мінімальний рівень змін номінальної заробітної плати, встановлений більшістю компаній, дорівнює нулю: довільне число згідно з теорією монетарного нейтралітету, але психологічний поріг через ілюзію грошей.

### Монетраризм
Нейтральність грошей була центральним питанням монетаризму . Найважливіші відповіді були розроблені в рамках кривої Філіпса . Мілтон Фрідман, припускаючи адаптивні очікування, розрізняв серію короткострокових кривих Філіпса та довгострокову, де короткострокові криві повинні були бути звичайними кривими з негативним нахилом, тоді як довгострокова крива насправді була вертикальною рядок із зазначенням природного рівня безробіття . Згідно з Фрідманом, гроші не були нейтральними в короткостроковій перспективі, тому що економічні агенти, збиті з пантелику грошовою ілюзією, завжди реагують на зміни в пропозиції грошей. Якщо грошово-кредитна влада вирішить збільшити запаси грошей і, отже, рівень цін, агенти ніколи не зможуть відрізнити реальні та номінальні зміни, тому вони розглядатимуть збільшення номінальної заробітної плати як реальні зміни, тому пропозиція праці також буде посилений. Однак ця зміна лише тимчасова, оскільки агенти незабаром усвідомлять реальний стан справ. Оскільки підвищення заробітної плати супроводжувалося зростанням цін, реальних змін у доходах не відбулося, тобто не було потреби збільшувати пропозицію робочої сили. Зрештою, після цього короткого обходу економіка повернеться до початкової точки, або іншими словами, до природного рівня безробіття.

### Неокласична економіка
Нова класична макроекономіка на чолі з Робертом Е. Лукасом також має власну криву Філіпса. Однак у цих моделях все набагато складніше, оскільки передбачалися раціональні очікування. Для Лукаса острівна модель склала загальну структуру, в якій можна було ретельно досліджувати механізми, що лежать в основі кривої Філліпса. Мета першої моделі острова Лукаса (1972) полягала в тому, щоб створити структуру для підтримки розуміння природи взаємозв'язку між інфляцією та реальними економічними показниками, припускаючи, що цей зв'язок не передбачає жодних компромісів, які можна використовувати економічною політикою. Намір Лукаса полягав у тому, щоб довести, що крива Філліпса існує без існування . Здавна існує компроміс між інфляцією та безробіттям або реальними економічними показниками, тому безсумнівно, що існує короткострокова крива Філіпса (або існують короткострокові криві Філіпса). Хоча для грошово-кредитної політики існує менше можливих дій, спрямованих на зарозумілість людей з метою збільшення пропозиції робочої сили, несподівані зміни завжди можуть викликати реальні зміни. Але яка кінцева мета центрального банку при зміні пропозиції грошей? Наприклад, і переважно: здійснення антициклічного контролю. Таким чином монетарна політика збільшить пропозицію грошей, щоб усунути негативні наслідки несприятливого макроекономічного шоку. Проте грошово-кредитна політика не в змозі використовувати компроміс між інфляцією та реальними економічними показниками, оскільки немає попередньої інформації про шоки, які необхідно усунути. За цих умов центральний банк не в змозі спланувати курс дій, тобто антициклічну монетарну політику. Раціональні агенти можуть бути зарозумілими лише несподіваними змінами, тому добре відома економічна політика абсолютно марна. Проте, і в цьому суть, центробанк не може заздалегідь окреслити непередбачені інтервенції, оскільки не має інформаційної переваги над агентами. Центральний банк не має інформації про те, що усунути за допомогою антициклічних дій . Компроміс між інфляцією та безробіттям існує, але він не може бути використаний монетарною політикою для антициклічних цілей. 

### Неокейнсіанство та посткейнсіанство
Нова кейнсіанська дослідницька програма, зокрема, наголошує на моделях, у яких гроші не є нейтральними в короткостроковій перспективі, і тому монетарна політика може впливати на реальну економіку.
Посткейнсіанська економіка та теорія монетарного кола відкидають нейтральність грошей, натомість наголошуючи на ролі, яку відіграють банківські позики та кредит у створенні банківських грошей . Посткейнсіанці також підкреслюють роль, яку відіграє номінальний борг: оскільки номінальна сума боргу, як правило, не пов’язана з інфляцією, інфляція розмиває реальну вартість номінального боргу, а дефляція збільшує її, викликаючи реальні економічні наслідки, як у дефляції боргу.

## Причини відходу від концепції супернейтральності грошей
Навіть якщо гроші є нейтральними, тому рівень пропозиції грошей у будь-який час не впливає на реальні величини, гроші все одно не можуть бути супернейтральними: швидкість зростання пропозиції грошей може впливати на реальні змінні. Підвищення темпів зростання грошової маси та, як наслідок, підвищення темпів інфляції призводять до зниження реальної прибутковості на вузько визначені гроші (з нульовим номінальним відсотком). Таким чином, люди вирішують перерозподілити свої активи з грошей (тобто спостерігається зменшення реального попиту на гроші ) на реальні активи, такі як запаси товарів або навіть виробничі активи. Зміна попиту на гроші може вплинути на пропозицію позикових коштів, а сукупні зміни номінальної процентної ставки та рівня інфляції можуть змінити реальні процентні ставки порівняно з попередніми. Якщо так, це може вплинути на реальні витрати на фізичний капітал і споживчі товари тривалого користування .     

## Дивіться також
- Австрійська теорія економічних циклів
- Реальна та номінальна вартість (економіка)
- Грошова економіка
- Грошова ілюзія
- Завіса грошей
- Класична дихотомія
- Кількісна теорія грошей